# Thomas Richard Fraser

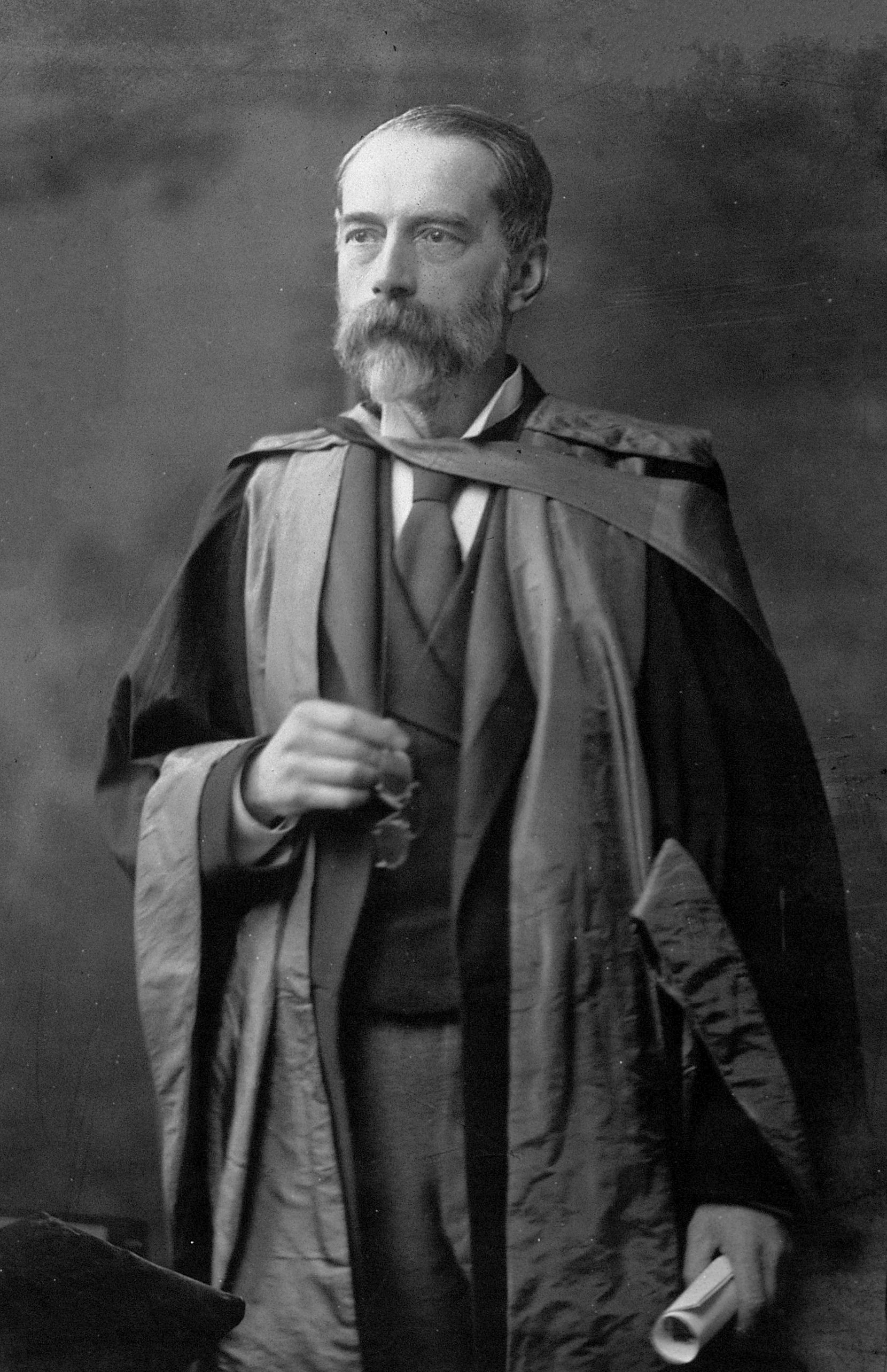
Sir Thomas Richard Fraser

Sir Thomas Richard Fraser (* 5. Februar 1841 in Kalkutta; † 4. Januar 1920 in Edinburgh) war ein britischer Mediziner und Pharmakologe.

## Leben
Er studierte an der University of Edinburgh und promovierte 1862. 1869 wurde er medizinischer Assistent an der Edinburgh Royal Infirmary. 1877 nahm er an einer Arktis-Expedition teil. 1877 wurde er an der University of Edinburgh Professor für Medizin und im Folgejahr Professor für klinische Medizin. 1880 war er Dekan der medizinischen Fakultät.
Später war er auch Berater einer Versicherung und der Schottischen Kommission für Gefängnisse. 1869 wurde er Mitglied der Royal Society of Edinburgh und 1877 Mitglied der Royal Society. 1889/90 berichtete er erstmals über das Pfeilgift im Küstengebiet von Kenia und untersuchte Kalabarbohne und Strophanthus hispidus. 1898/99 war er Präsident der Government Commission zur Erforschung der Beulenpest in Indien und 1900 Präsident des Royal College of Physicians of Edinburgh. 1900 wurde er als Knight Commander des Order of the Bath geadelt.
Mit seiner Gattin Susanna Margaret Duncan Fraser hatte er einen Sohn, Sir Francis Richard Fraser (1885–1964), der ebenfalls Professor in Edinburgh wurde.

## Veröffentlichungen
- The antagonism between the actions of active substances; British Medical journal, 1872
- On the Physiological Action of the Calabar Bean, Physostigma Venenosum Balf.; Transactions of the Royal Society of Edinburgh, XXIV, 1867, PMC 1318559 (freier Volltext)
- On the connexion between chemical constitution and physiological action; ebenda XXV
- On Stropanthus hispidus; ebenda XXXV
- An investigation into some previously undescribed tetanic symptoms produced by atropia in cold-blooded animals
- Strophanthus hispidus: its Natural History, Chemistry and Pharmacology. Transactions of the Royal Society of Edinburgh, Vol. XXXV, 955–1028